# Dhaora Ganjara
Dhaora Ganjara (a vegades erròniament Dhaora Ghanjara) fou un petit estat tributari protegit de l'Índia central, a l'agència d'Indore, feudatari dels Holkar. L'estat fou organitzat per Sir John Malcolm el 25 de gener de 1819. Holkar va acceptar mantenir al seu servei alguns homes de Dhaora Ganjara i donar alguns pobles a canvi de renda i el thakur s'obligava a no permetre cobrament als viatgers i a prevenir els robatoris. La còpia del tractat no s'ha conservat però el govern d'Indore pagava 55 rupies al més com a remuneració per la protecció dels camins entre Simrol Ghat i Sigwar. Els sobirans eren bhils tarwis.